# U (objet céleste)
Pour les articles homonymes, voir U.
Un objet céleste, nommé provisoirement U, a été aperçu au voisinage d'Alpha du Centaure, par le radiotélescope ALMA. Vu sa vitesse relative, il fait partie de notre Système solaire, sa distance actuelle pourrait être de 14 milliards de kilomètres, bien que des valeurs très différentes peuvent être données, ce serait un des plus lointains objets jamais détectés dans le système solaire. Une observation beaucoup plus longue, de plusieurs années, sera nécessaire pour connaitre son orbite.
La source U — pour unknown source ou unidentified source, respectivement « source inconnue » et « source non identifiée » en anglais — est une source ponctuelle submillimétrique. Elle a été détectée, pour la première fois, le 7 juillet 2014 à 14h 39m 28,583s d'ascension droite et –60° 49′ 52,3″ de déclinaison (J2000) puis, une seconde fois, le 2 mai 2015 à 14h 39m 28,487s d'ascension droite et –60° 49′ 51,87″ de déclinaison (J2000). Elle a d'abord été nommée α Cen D — pour Alpha Centauri D. Sa découverte a été annoncée le 8 décembre 2015 par la prépublication d'un article sur arXiv.
La nature de l'objet associé à la source U est incertaine. Il pourrait s'agir d'un objet du Système solaire externe tel qu'un transneptunien extrême situé à une distance très supérieure à 100 unités astronomiques (AU), une planète de type super-Terre située à environ 300 AU voire une naine brune très froide située à 20 000 AU. Certains astronomes ont exprimé leur scepticisme sur cette découverte. Michael E. Brown pense qu'il est statistiquement improbable pour qu'un tel objet soit accidentellement observé dans le champ extrêmement étroit du ALMA, et Bruce A. McIntosh suggère que cet objet, soi-disant détecté, pourrait n'être qu'un artefact introduit par les méthodes d'étalonnage du ALMA.